# پتر دوم یوگسلاوی
پتر دوم که با نام پتر دوم کارادوردویچ نیز شناخته می‌شود، (به صربی کرواتی:Petar II Karađorđević؛ زاده ۶ سپتامبر ۱۹۲۳ – درگذشته ۳ نوامبر ۱۹۷۰) سومین و آخرین شاه یوگسلاوی و همچنین آخرین عضو خاندان کارادوردویچ بود که به فرمانروایی پرداخت. پتر بزرگترین پسر الکساندر یکم یوگسلاوی و ملکه ماریا (شاهزاده‌ای رومانیایی) بود و جرج ششم فرمانروای بریتانیا ، پدر تعمیدی او به حساب می‌آمد.

## اوایل سلطنت
پتر در سن ۱۱ سالگی هنگامی که پدرش ، شاه الکساندر ، در مارسی فرانسه ترور شد ، به سلطنت رسید. به دلیل سن کم او ، پسرعموی پدرش ، شاهزاده پائول نیابت سلطنت را برعهده گرفت.

## جنگ جهانی دوم

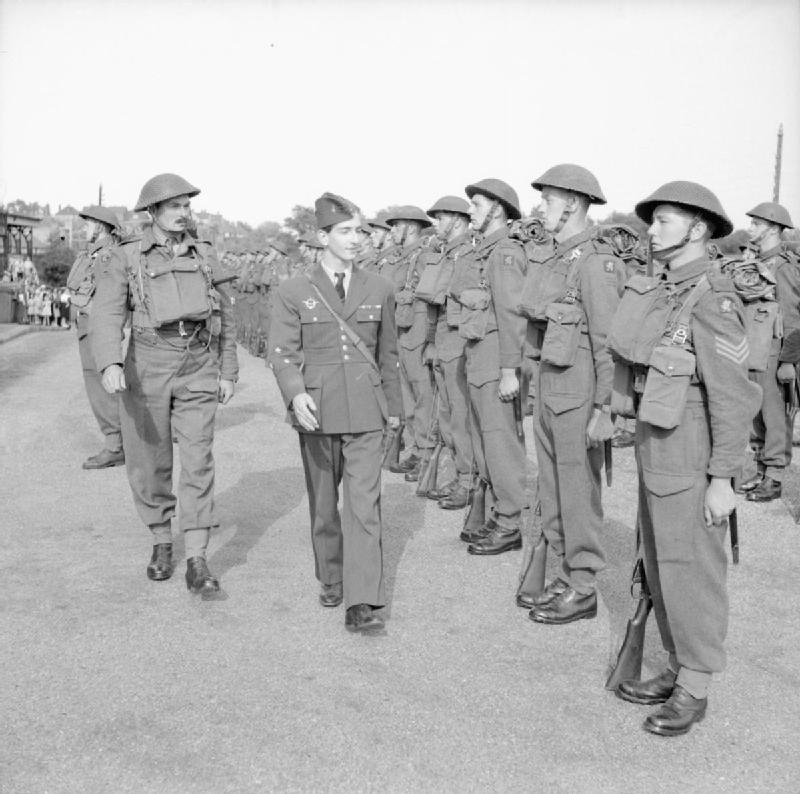
دولت یوگسلاوی در تبعید در طول جنگ جهانی دوم پادشاه پیتر دوم بازرسی گارد افتخاری یک گردان از هنگ دورست در انگلستان.

با وجود آنکه پتر و حامیانش با آلمان نازی از در مخالفت درآمدند، نایب السلطنه ، شاهزاده پائول خواستار اتحاد با آلمان شد. در ۲۷ مارس ۱۹۴۱ ، پتر که اینک به سن قانونی رسیده بود ، با پشتیبانی کودتایی توانست پائول را از قدرت خلع کند و به آلمان اعلان جنگ دهد.
ارتش آلمان در همان سال پیش از شروع عملیات بارباروسا ، به یوگسلاوی و یونان حمله کرد. پتر مجبور شد به دلیل هجوم قدرت‌های محور ، کشورش را ترک کند. او ابتدا به همراه دولتش به یونان و اورشلیم و سپس به فلسطین و قاهره رفت. پتر در ۱۹۴۱ به بریتانیا رفت و در آنجا به دیگر دولت‌های در تبعید ضدنازی پیوست. وی در آنجا تحصیلاتش در دانشگاه کمبریج را تکمیل نمود و به نیروی هوایی سلطنتی بریتانیا ملحق شد.
در این زمان دو گروه آزادی‌بخش در یوگسلاوی فعالیت می کردند : نخست پارتیزان‌های کمونیست تحت فرمان یوسیپ بروز تیتو و دومین گروه که ارتش یوگسلاوی در سرزمین پدری نام داشتند، مورد حمایت پتر قرار داشتند. در ۱۹۴۵ با سقوط آلمان نازی ، یوگسلاوی نیز از بند رها شد و تیتو به عنوان فرمانده کل ارتش یوگسلاوی برگزیده شد.

## ازدواج
پتر در ۲۰ مارس ۱۹۴۴ با شاهزاده الکساندرا یونان و دانمارک ازدواج کرد که حاصل آن یک پسر به نام الکساندر بود که در ۱۷ ژوئیه ۱۹۴۵ به دنیا آمد.

## عزل و تبعید
پتر در ۲۹ نوامبر ۱۹۴۵ توسط مجلس موسسان کمونیست یوگسلاوی ، از سلطنت خلع گردید. او پس از جنگ در ایالات متحده آمریکا سکونت گزید و سرانجام در ۳ نوامبر ۱۹۷۰ میلادی ، پس از سالها تحمل بیماری سیروز کبد ، در دنور درگذشت.